# Kamio Yoko
Kamio Yōko (神尾 葉子 Kamio Yōko, sinh ngày 29 tháng 6 năm 1966) là một mangaka và nhà văn người Nhật. Tác phẩm nổi tiếng của cô là Boys Over Flowers (花より男子 Hana Yori Dango), giúp cô giành giải Manga Shogakukan vào năm 1996; tác phẩm không chỉ là một trong những bộ manga bán chạy nhất mọi thời đại mà còn là shōjo manga bán chạy nhất mọi thời đại. Tháng 4 năm 2023, Sách Kỷ lục Guinness đã chính thức ghi danh Boys Over Flowers – Con nhà giàu là bộ shoujo manga được xuất bản nhiều nhất bởi một tác giả. Tác phẩm của cô đã được dịch và phân phối ở châu Á, châu Âu và Bắc Mỹ.

## Sự nghiệp

### Boys Over Flowers
Boys Over Flowers được đăng nhiều kỳ (hai lần một tuần) trên tạp chí Margaret của Shueisha từ tháng 10 năm 1992 đến tháng 9 năm 2003 và chia thành 37 tập. Bộ truyện được Viz Media cấp phép để xuất bản tại Hoa Kỳ. Tác phẩm còn được Glénat xuất bản ở Pháp và Planeta DeAgostini phân phối ở Tây Ban Nha. Tháng 7 năm 2006, một truyện ngắn dựa trên manga đã được đăng trên số 15 của tạp chí Margaret. Một truyện ngắn gồm hai phần khác được xuất bản vào tháng 1 năm 2007.
Kamio không có ý định trở thành một mangaka chuyên nghiệp lúc còn nhỏ, thay vào đó cô chọn làm hầu bàn. Lúc đầu Kamio theo học trường thư ký sau khi tốt nghiệp, nhưng tình yêu môn vẽ đã sớm khiến cô lạc lối. Cuối cùng, cô bước vào lĩnh vực nghệ sĩ manga chuyên nghiệp vào năm 1989. Trong những năm tiếp theo, Kamio xuất bản Suki Suki Daisuki, Ano Hi ni Aitai, và Meri-san no Hijitsu ở Margaret trước khi cuối cùng sáng tác Boys Over Flowers vào năm 1992.
Bộ manga Boys Over Flowers nhanh chóng có được danh tiếng ở Nhật Bản. Nhiều độc giả khen ngợi Kamio vì cô miêu tả chân thực đời sống trung học và bạo lực hàng ngày qua bộ Boys Over Flowers. Mặc dù ban đầu cô ấy rất ngạc nhiên trước những lời thú nhận về bạo lực học đường được nêu trong thư của người hâm mộ, song cô nhận ra rằng nhân vật Tsukushi nóng nảy là hình mẫu cho phần lớn thanh niên Nhật Bản và giúp những người khác đối phó với bạo lực học đường. Kamio chứng kiến sự thành công của lần ra mắt của Boys Over Flowers vào năm 1992 kéo dài thêm nhiều tháng nữa trong danh sách bán chạy nhất. CD lồng tiếng của SMAP và một bộ phim điện ảnh người đóng về Hanadan đưa bộ truyện lên nấc thang thành công nữa vào giữa thập niên 1990. Đến năm 1995, một bộ anime đã được sản xuất và Kamio còn hỗ trợ chọn các vai chính cho bộ anime.
Boys Over Flowers đăng trên tạp chí Margaret của Nhật Bản cũng như tạp chí Wink của Hàn Quốc. Bộ truyện còn được xuất bản bằng tiếng Nhật, tiếng Quan Thoại, tiếng Quảng Đông, tiếng Thái, tiếng Hàn, tiếng Pháp, tiếng Anh và tiếng Việt. Bộ anime thì phát sóng tại Nhật Bản, Hồng Kông, Đài Loan, Singapore, Ý rồi được cấp phép và phát hành tại Hoa Kỳ. Ngoài ra, tác phẩm còn được tái dựng trong trò chơi Game Boy Color (chỉ phát hành ở Nhật Bản) vào mùa hè năm 2001. Với danh tiếng ngày vàng vang xa, kế đó bộ truyện được dựng thành một bộ phim truyền hình người đóng nổi tiếng ở Đài Loan với tựa đề Vườn sao băng. Cuối cùng bộ manga kết thúc trong số Margaret tháng 8 năm 2003, còn tankōbon thứ 36 bao gồm tập đặc biệt "Night of the Crescent Moon" của Akira được phát hành vào tháng 1 năm 2004 dưới dạng tập cuối cùng của manga. Bất chấp thành công của Boys Over Flowers, lúc đầu Kamio định chấm dứt bộ truyện vào mùa xuân năm 2000. Tuy nhiên, vào tháng 2 năm 2000, tại một hội nghị mangaka ở Đài Bắc, Kamio thông báo rằng cô sẽ tiếp tục viết Boys Over Flowers. Đã có lúc, cô bị cuốn vào cốt truyện đến nỗi cô thú nhận rằng mình có những giấc mơ về Doumyouji.

### SauBoys Over Flowers
Dự án tiếp theo của Kamio, Cat Street là một bộ manga chính kịch/lãng mạn khác do Shueisha xuất bản. Nội dung bộ truyện kể về một cựu nữ diễn viên nhí bắt đầu theo học một trường khác sau nhiều năm thoái lui khỏi xã hội. Sau đó nhân vật chính làm lại cuộc đời và bắt đầu lại sự nghiệp diễn xuất của mình. Cat Street được đăng nhiều kỳ trên Bessatsu Margaret (Betsuma) hàng tháng từ số tháng 8 năm 2004 của tạp chí trở đi và được chia làm 8 tập tankōbon; tập đầu tiên được phát hành vào ngày 25 tháng 4 năm 2005 và tập cuối ra mắt vào ngày 25 tháng 4 năm 2008. Một bộ phim truyền hình người đóng chuyển thể đã được NHK phát sóng vào tháng 10 cùng năm.
Phần tiếp theo dưới dạng one-shot của Boys Over Flowers được xuất bản trong số 15 năm 2006 của tạp chí Margaret, trình bày một bản cập nhật về cuộc phiêu lưu của các nhân vật chính Makino Tsukushi và F4. Ở một trong những tập đầu tiên của Cat Street, Kamio Yoko chia sẻ rằng cô đang lên kế hoạch cho phần tiếp theo của Boys Over Flowers. Bộ truyện tiếp theo của Kamio là Matsuri Special, ra mắt trong số đầu tiên (tháng 11 năm 2007) của tạp chí Jump Square, một tạp chí manga shōnen. Bộ truyện kể về một nữ sinh trung học được cha huấn luyện để trở thành một nữ đô vật chuyên nghiệp. Một trong những bộ truyện sau này của cô là Tora to Okami đăng trên tạp chí Betsuma từ năm 2010 đến năm 2011. Một bộ khác là Ibara no Kanmuri kéo dài từ năm 2013 đến năm 2014.

## Tác phẩm
- Ano Hi ni Aitai (1989)
- Sayonara o Arigatō (1989)
- Suki Suki Daisuki (1990)
- Merii-san no Hijitsu (1991–1992, 5 tập)
- Boys Over Flowers (1992–2003, 37 tập)
- Cat Street (2004–2007, 8 tập)
- Matsuri Special (2008–2009, 4 tập)
- Tora to Okami (2009–2012, 6 tập)
- Crown of Thorns (2013–2014, 2 tập)[19]
- Hana Nochi Hare: HanaDan Next Season (2015–2019)[20]